# Ferry van Vliet
Ferry van Vliet (Rotterdam, 18 augustus 1980 – Moerdijk, 25 mei 2001) was een middenvelder bij NAC Breda. Op 25 mei 2001 overleed hij op 20-jarige leeftijd bij een auto-ongeluk.

## De voetballer
Op 17-jarige leeftijd werd Van Vliet door NAC weggehaald bij de amateurclub Spartaan'20 uit Rotterdam. Na twee seizoenen als A-junior te hebben gespeeld en vervolgens enkele maanden met het tweede elftal te hebben meegedraaid werd hij bij de hoofdselectie gehaald. Hij maakte zijn debuut in de bekerwedstrijd tegen het Zeeuwse VV Kloetinge (6-0 overwinning). Na enkele goede invalbeurten en een aantal basisplaatsen wist hij zich na een half jaar te bewijzen als een waardevolle en getalenteerde speler.
In februari 2001 werd hem een nieuw en verbeterd contract aangeboden. Ondanks interesse van RKC Waalwijk tekende hij ruim een maand later bij voor drie jaar.

## Het overlijden
Niet veel later overleed hij echter bij een eenzijdig auto-ongeluk. Ook zijn vriendin Fiona van Rosendaal kwam om in dit ongeluk. Bij de uitvaart waren veel NAC-supporters aanwezig. Het laatste eerbetoon werd gegeven bij de wedstrijd De Graafschap - NAC op 31 mei 2001. Er werd een minuut stilte gehouden en alle spelers van NAC droegen tijdens de warming-up een shirt met de foto van Van Vliet. NAC begon de wedstrijd met tien man. Bij de aftrap schoot De Graafschap de bal buiten de lijnen en betrad Earnest Stewart het veld. De supporters van beide clubs zongen vervolgens minutenlang You'll Never Walk Alone en We love you Ferry, we do! Na afloop van de wedstrijd deelden supporters, spelers en technische staf gezamenlijk hun verdriet. NAC heeft besloten om het nummer 13 van van Vliet niet meer uit te delen.

## Overzicht
Ondanks het feit dat hij op zeer jonge leeftijd kwam te overlijden speelde Van Vliet 40 officiële wedstrijden voor NAC, waarin hij zes keer doel trof. Als speler was hij al enorm populair bij het publiek en sinds zijn dood is hij een held geworden bij de NAC-supporters. Zo staat hij op de website van supportersclub De Rat op de eerste plaats in de verkiezing voor populairste speler ooit, vergezeld door befaamde voorgangers als Graham Arnold, Antoon Verlegh en Pierre van Hooijdonk en (onder meer) NAC-speler Rob Penders.

## Prijzen
- Kampioen Nederlandse eerste divisie: 2000

## Loopbaan
| seizoenen | club | wedstrijden | doelpunten | competitie                   |
| --------- | ---- | ----------- | ---------- | ---------------------------- |
| 1999-2001 | NAC  | 40          | 6          | eerste divisie en eredivisie |